# Rhytidoponera levior
Rhytidoponera levior é uma espécie de formiga do gênero Rhytidoponera.